# Hugo Carl Georg Bruns
Hugo Carl Georg Bruns (* 8. Dezember 1890 in Kiel; † 27. Februar 1931 in Berlin) war ein deutscher Jurist.

## Leben und Wirken
Hugo Carl Georg Bruns war ein Sohn des Philologen Ivo Bruns und dessen Ehefrau Henny, geborene Rühle. Er wuchs in Kiel auf, wo sein Vater unterrichtete, besuchte dort die Schule und schrieb sich für ein Geschichtsstudium an der Kieler Universität ein. Nach einem Semester wechselte er zu einem Jurastudium, behandelte aber auch danach noch geschichtliche und philosophische Themen. Er hörte bei Erich Kaufmann, der Kiel 1913 verließ. Danach setzte er das Studium in Freiburg und Bonn fort und ging dann nach Königsberg, wo er Vorlesungen Kaufmanns besuchte. Er wurde im Sommersemester 1912 Mitglied im Bonner Kreis.
Bruns war aufgrund einer in Jugendjahren erlittenen Krankheit teilgelähmt und diente daher während des Ersten Weltkriegs als Zivilbediensteter in Ostpreußen und Flandern. Er setzte das Studium 1919 in Königsberg fort, wo er im Folgejahr bei Kaufmann über die „Staatsangehörigkeitswechsel und Option im Friedensvertrag von Versailles“ zum Dr. jur. promovierte. Im März 1920 heiratete er Hedwig Brodrück, mit der er drei Töchter hatte.
Bruns hatte eigentlich eine wissenschaftliche Laufbahn einschlagen wollen. Aufgrund der Erlebnisse während des Krieges entschied er sich jedoch für den praktischen Staatsdienst. Bereits während des Studiums hatte er sich insbesondere mit Aspekten des Völkerrechts beschäftigt. In der Folgezeit widmete er sich den Problemen von Minderheiten im Staats- und Völkerrecht. 1919/1920 arbeitete er als Vertrauensmann und Rechtsberater der deutschen Volksräte in Posen und Westpreußen. Während dieser Zeit engagierte er sich hin und wieder als Verbindungsmann zwischen in den Abtretungsgebieten ansässigen Deutschen und den Ressorts in Berlin. Dabei halfen ihm Kontakte, die die Familie zur Ministerialbürokratie hatte.
Ab 1923 leitete Bruhn das Sekretariat des Verbandes der deutschen Minderheiten in Europa. Außerdem beriet er die im Verband vertretenen deutschen Volksgruppen in Rechtsfragen. Er reiste viel und machte sich dabei mit den individuellen Problemen vertraut. Den Großteil seiner Arbeitszeit verbrachte er bei internationalen Kongressen und Tagungen, die sich mit der Minderheitspolitik befassten. Dabei beriet er zumeist auslandsdeutsche Delegierte. Aus diesem Grund publizierte er wenig wissenschaftlich, sondern schrieb stattdessen zahlreiche Petitionen und reichte Klagen beim Internationalen Gerichtshof ein. Er verfasste Denkschriften, Aufsätze, Zeitungsartikel und Gesetzentwürfe und beeinflusste somit zwischen 1924 und 1928 die Meinungsbildung der Berliner Ressorts, insbesondere des Auswärtigen Amtes, bei Diskussionen zum innerdeutschen Minderheitsrecht entscheidend.
Bruns fällte seine Urteile national- und parteipolitisch neutral. Als Experte des Völkerrechts stellte er die rechtlichen tatsächlichen politischen Optionen der deutschen Minderheiten dar. Seine Texte, die zumeist in der Zeitschrift Nation und Staat erschienen, zeigen einen kompetenten Autoren, der mit politischem Augenmaß arbeitete. Aufgrund der negativen Position des Völkerstaatenbundes gegen Deutschland äußerte er sich mehrfach scharf und wies darauf hin, dass dies harte Reaktionen und juristisch und politisch nicht haltbare Ansprüche der Deutschen an die Länder hervorrufen könne, in denen sie als Minderheit lebten.

## Schriften
- Staatsangehörigkeitswechsel und Option, 1921. (Dissertation)